# Alexandre Mars

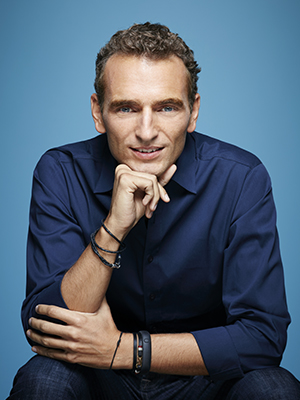
Alexandre Mars

Alexandre Mars (* 1974 in Boulogne-Billancourt) ist ein französischer Unternehmer, Philanthrop und Autor.

## Unternehmerschaft
1992, im Alter von 17 Jahren und noch während der Highschool, gründete Alexandre Mars sein erstes Unternehmen, das Konzerte organisierte.
Mit dem Geld, das er damit verdiente, konnte er im Alter von 22 Jahren zusammen mit einem Freund A2X gründen, eine der ersten französischen Webagenturen. 1998 verkaufte er das Unternehmen und gründete seine eigene Risikokapitalgesellschaft.
2002 gründete Mars Phonevalley, eine Agentur für mobile Werbung und Marketing, die er 2007 an Publicis verkaufte.
2006 gründete er ScrOOn, eine auf soziale Medien spezialisierte Plattform, die er 2013 an Blackberry verkaufte.

## Philanthropische Aktivitäten
2014 gründete er die gemeinnützige Epic Foundation, die Organisationen auswählt und finanziert, die sich der Bekämpfung von Ungleichheiten bei Kindern und Jugendlichen in Bereichen wie Bildung, Gesundheit, Sicherheit sowie sozialer und beruflicher Wiedereingliederung widmen. Die Stiftung entwickelt auch Spendenlösungen für Unternehmen und Einzelpersonen. Ihre Betriebskosten werden vollständig von Mars finanziert und belaufen sich auf mehr als 2 Millionen Dollar pro Jahr, dank der Einnahmen seiner Risikokapitalgesellschaft blisce/, die in Startups wie Spotify und Pinterest investiert.

## Auszeichnungen und Ehrungen
2015 wurde Alexandre Mars vom New York Observer zu den „Top 20 Philanthropen unter 40“ gezählt.
2018 wurde Alexandre Mars als Präsident der Kommission für Sport und Gesellschaft während der Olympiabewerbung von Paris von Tony Estanguet, dem Vorsitzenden des Pariser Organisationskomitees, zum Vorstandsmitglied und Botschafter für die Olympischen und Paralympischen Spiele 2024 ernannt.

## Persönliche Angaben
Alexandre Mars ist verheiratet und hat vier Kinder. Er hat an der Universität Paris-Nanterre, der Universität Paris-Dauphine und der HEC Paris studiert.

## Werke (Auswahl)
- OSE : TOUT LE MONDE PEUT DEVENIR ENTREPRENEUR, FLAMMARION, 2020
- Giving: Purpose is the New Currency, HarperOne/HarperCollins, 2019
- La Révolution du partage, Flammarion, 2018